# Manfred Mölgg
Manfred Mölgg (ur. 3 czerwca 1982 w Bruneck) – włoski narciarz alpejski pochodzący z Tyrolu Południowego, trzykrotny zdobywca miejsca na podium klasyfikacji konkurencji Pucharu Świata, trzykrotny medalista mistrzostw świata.

## Życie prywatne
Ma o rok młodszą siostrę Manuelę, która do 2018 roku uprawiała narciarstwo alpejskie.

## Kariera
Jego pierwszym występem na arenie międzynarodowej były rozegrane 2 grudnia 1997 roku w Livigno zawody FIS, na których zajął 62. miejsce w slalomie gigancie. W kolejnych latach startował przede wszystkim w tym właśnie cyklu, ponadto od 1998 roku pojawiał się na mistrzostwach Włoch juniorów, zaś pod koniec 2000 roku rozpoczął starty w Pucharze Europy. W 2001 roku wziął udział w mistrzostwach świata juniorów w Verbier, na których zajął 22. miejsce w slalomie gigancie, ponadto nie ukończył zjazdu i pierwszego przejazdu slalomu. Na rozgrywanych rok później mistrzostwach świata juniorów w Tarvisio, które były ostatnim tego typu wydarzeniem w jego karierze zajął 13. miejsce w kombinacji, 17. w slalomie, 24. w supergigancie i 33. w zjeździe.
Dobre występy w sezonie 2002/2003 Pucharu Europy, w którym zaliczył wygraną w slalomie na zawodach w Oberjoch, a także pięciokrotnie stawał na niższych stopniach podium zaowocowały debiutem w Pucharze Świata. Nastąpił on 12 stycznia 2003 roku kiedy to na rozgrywanych w Bormio zawodach sezonu 2002/2003 nie zakwalifikował się do rundy finałowej slalomu. 15 grudnia tego roku zdobył z kolei pierwsze punkty w Pucharze Świata, zajmując 5. miejsce w slalomie na zorganizowanych w Madonna di Campiglio zawodach sezonu 2003/2004, natomiast pierwsze podium w tym cyklu zaliczył 27 stycznia 2004 roku na zawodach w Schladming, na których był drugi w slalomie, plasując się za Austriakiem Benjaminem Raichem i przed Finem Kalle Palanderem.
W 2005 roku wystartował w mistrzostwach świata w Bormio, na których zajął 13. miejsce w slalomie gigancie oraz nie ukończył pierwszego przejazdu slalomu. Na rozgrywanych rok później igrzyskach olimpijskich w Turynie nie ukończył pierwszego przejazdu zarówno slalomu, jak i slalomu giganta. W 2007 roku, podczas mistrzostw świata w Åre zajął 19. miejsce w slalomie gigancie, ponadto zdobył srebrny medal w slalomie, w którym rozdzielił na podium Austriaka Mario Matta i Francuza Jeana-Baptiste'a Grange'a. 9 marca 2008 roku odniósł swoje pierwsze zwycięstwo w Pucharze Świata, kiedy to na rozgrywanych w Kranjskiej Gorze zawodach sezonu 2007/2008 pokonał w slalomie Chorwata Ivicę Kostelicia i Austriaka Marcela Hirschera. W 2008 roku zdobył Małą Kryształową Kulę za zwycięstwo w klasyfikacji slalomu sezonu 2007/2008 Pucharu Świata oraz zajął 3. miejsce w klasyfikacji slalomu giganta tego sezonu, plasując się za Amerykaninem Tedem Ligetym i Benjaminem Raichem.
W 2009 roku wziął udział w mistrzostwach świata w Val d’Isère, które przyniosły mu 12. miejsce w slalomie gigancie i nieukończony drugi przejazd slalomu. Rok później wystartował na igrzyskach olimpijskich w Vancouver, na których zajął 7. miejsce w slalomie i 22. w slalomie gigancie, a także nie ukończył drugiego przejazdu superkombinacji. W 2011 roku, na mistrzostwach świata w Garmisch-Partenkirchen zajął 17. miejsce w slalomie gigancie i zdobył brązowy medal w slalomie, w którym lepsi od niego byli tylko Jean-Baptiste Grange i Szwed Jens Byggmark. Kolejny brązowy medal wywalczył na rozegranych dwa lata później mistrzostwach świata w Schladming, na których w slalomie gigancie przegrał jedynie z Tedem Ligetym oraz z Marcelem Hirscherem. Na tych mistrzostwach startował także w slalomie, którego nie ukończył w drugim przejeździe.
W 2014 roku pojawił się na igrzyskach olimpijskie w Soczi, na których nie ukończył drugiego przejazdu każdej konkurencji, w jakiej startował czyli slalomu i slalomu giganta. Rok później wystartował w mistrzostwach świata w Vail/Beaver Creek, na których był jedenasty w slalomie. W 2017 roku, na mistrzostwach świata w Sankt Moritz zajął 14. miejsce w slalomie i 20. w slalomie gigancie. W tym samym roku zajął także 3. miejsce w klasyfikacji slalomu sezonu 2016/2017 Pucharu Świata.
W 2018 roku wziął udział w igrzyskach olimpijskich w Pjongczangu, na których zajął 12. miejsce w slalomie i 13. w slalomie gigancie. Rok później pojawił się na mistrzostwach świata w Åre, na których zajął 18. miejsce w slalomie, a także nie wystartował w drugim przejeździe slalomu giganta.

## Osiągnięcia

### Igrzyska olimpijskie
| Miejsce | Dzień     | Rok  | Miejscowość | Konkurencja     | Czas biegu | Strata | Zwycięzca        |
| ------- | --------- | ---- | ----------- | --------------- | ---------- | ------ | ---------------- |
| DNF1    | 20 lutego | 2006 | Sestriere   | Slalom gigant   | 2:35,00    | –      | Benjamin Raich   |
| DNF1    | 25 lutego | 2006 | Sestriere   | Slalom          | 1:43,14    | –      | Benjamin Raich   |
| DNF2    | 21 lutego | 2010 | Whistler    | Superkombinacja | 2:44,92    | –      | Bode Miller      |
| 22.     | 23 lutego | 2010 | Whistler    | Slalom gigant   | 2:37,83    | +2,68  | Carlo Janka      |
| 7.      | 27 lutego | 2010 | Whistler    | Slalom          | 1:39,32    | +1,13  | Giuliano Razzoli |
| DNF2    | 19 lutego | 2014 | Soczi       | Slalom gigant   | 2:45,29    | –      | Ted Ligety       |
| DNF2    | 22 lutego | 2014 | Soczi       | Slalom          | 1:41,84    | –      | Mario Matt       |
| 13.     | 18 lutego | 2018 | Pjongczang  | Slalom gigant   | 2:18,04    | +3,00  | Marcel Hirscher  |
| 12.     | 22 lutego | 2018 | Pjongczang  | Slalom          | 1:38,99    | +1,25  | André Myhrer     |

### Mistrzostwa świata
| Miejsce | Dzień     | Rok  | Miejscowość            | Konkurencja   | Czas biegu | Strata | Zwycięzca              |
| ------- | --------- | ---- | ---------------------- | ------------- | ---------- | ------ | ---------------------- |
| 13.     | 9 lutego  | 2005 | Bormio                 | Slalom gigant | 2:50,41    | +2,94  | Hermann Maier          |
| DNF1    | 12 lutego | 2005 | Bormio                 | Slalom        | 1:41,34    | –      | Benjamin Raich         |
| 19.     | 14 lutego | 2007 | Åre                    | Slalom gigant | 2:19,64    | +2,68  | Aksel Lund Svindal     |
| 2.      | 17 lutego | 2007 | Åre                    | Slalom        | 1:57,33    | +1,81  | Mario Matt             |
| 12.     | 13 lutego | 2009 | Val d’Isère            | Slalom gigant | 2:18,82    | +2,33  | Carlo Janka            |
| DNF2    | 15 lutego | 2009 | Val d’Isère            | Slalom        | 1:44,17    | –      | Manfred Pranger        |
| 17.     | 18 lutego | 2011 | Garmisch-Partenkirchen | Slalom gigant | 2:10,56    | +1,61  | Ted Ligety             |
| 3.      | 20 lutego | 2011 | Garmisch-Partenkirchen | Slalom        | 1:41,72    | +0,61  | Jean-Baptiste Grange   |
| 3.      | 15 lutego | 2013 | Schladming             | Slalom gigant | 2:28,92    | +1,75  | Ted Ligety             |
| DNF2    | 17 lutego | 2013 | Schladming             | Slalom        | 1:51,03    | –      | Marcel Hirscher        |
| 11.     | 15 lutego | 2015 | Vail/Beaver Creek      | Slalom        | 2:00,00    | +2,53  | Jean-Baptiste Grange   |
| 20.     | 17 lutego | 2017 | Sankt Moritz           | Slalom gigant | 2:13,31    | +2,06  | Marcel Hirscher        |
| 14.     | 19 lutego | 2017 | Sankt Moritz           | Slalom        | 1:34,75    | +1,55  | Marcel Hirscher        |
| DNS2    | 15 lutego | 2019 | Åre                    | Slalom gigant | 2:20,24    | –      | Henrik Kristoffersen   |
| 18.     | 17 lutego | 2019 | Åre                    | Slalom        | 2:05,86    | +2,39  | Marcel Hirscher        |
| 14.     | 21 lutego | 2021 | Cortina d’Ampezzo      | Slalom        | 1:46,48    | +3,05  | Sebastian Foss Solevåg |

### Mistrzostwa świata juniorów
| Miejsce | Dzień     | Rok  | Miejscowość | Konkurencja   | Czas biegu | Strata | Zwycięzca          |
| ------- | --------- | ---- | ----------- | ------------- | ---------- | ------ | ------------------ |
| DNF1    | 5 lutego  | 2001 | Verbier     | Zjazd         | –          | –      | Thomas Graggaber   |
| 22.     | 8 lutego  | 2001 | Verbier     | Slalom gigant | 2:11,62    | +2,83  | Hannes Reiter      |
| DNF1    | 9 lutego  | 2001 | Verbier     | Slalom        | –          | –      | Stefan Kogler      |
| 33.     | 27 lutego | 2002 | Tarvisio    | Zjazd         | 1:29,54    | +2,69  | Adam Cole          |
| 24.     | 28 lutego | 2002 | Tarvisio    | Supergigant   | 1:27,31    | +2,29  | Peter Fill         |
| 17.     | 2 marca   | 2002 | Sella Nevea | Slalom        | 1:33,75    | +3,29  | Steven Nyman       |
| 13.     | 3 marca   | 2002 | Sella Nevea | Kombinacja    | ?          | –      | Aksel Lund Svindal |

### Puchar Świata

#### Miejsca w klasyfikacji generalnej
| Sezon     | Miejsce |
| --------- | ------- |
| 2003/2004 | 27.     |
| 2004/2005 | 19.     |
| 2005/2006 | 56.     |
| 2006/2007 | 18.     |
| 2007/2008 | 4.      |
| 2008/2009 | 17.     |
| 2009/2010 | 14.     |
| 2010/2011 | 19.     |
| 2011/2012 | 41.     |
| 2012/2013 | 7.      |
| 2013/2014 | 17.     |
| 2014/2015 | 81.     |
| 2015/2016 | 33.     |
| 2016/2017 | 9.      |
| 2017/2018 | 21.     |
| 2018/2019 | 26.     |
| 2019/2020 | 72.     |
| 2020/2021 | 55.     |
| 2021/2022 | 103.    |

#### Miejsca na podium w zawodach
| Nr  | Dzień           | Rok  | Miejscowość            | Konkurencja     | Czas jazdy | Miejsce | Strata | Zwycięzca             |
| --- | --------------- | ---- | ---------------------- | --------------- | ---------- | ------- | ------ | --------------------- |
| 1.  | 27 stycznia     | 2004 | Schladming             | Slalom          | 1:42,24    | 2.      | +0,57  | Benjamin Raich        |
| 2.  | 28 stycznia     | 2007 | Kitzbühel              | Slalom          | 1:44,25    | 3.      | +0,05  | Jens Byggmark         |
| 3.  | 4 marca         | 2007 | Kranjska Gora          | Slalom          | 1:41,60    | 3.      | +0,96  | Mario Matt            |
| 4.  | 18 marca        | 2007 | Lenzerheide            | Slalom          | 1:41,52    | 3.      | +1,74  | Benjamin Raich        |
| 5.  | 11 listopada    | 2007 | Reiteralm              | Slalom          | 1:53,99    | 3.      | +0,50  | Marc Gini             |
| 6.  | 8 grudnia       | 2007 | Bad Kleinkirchheim     | Slalom gigant   | 2:10,84    | 2.      | +0,09  | Massimiliano Blardone |
| 7.  | 9 grudnia       | 2007 | Bad Kleinkirchheim     | Slalom          | 1:35,18    | 3.      | +0,72  | Benjamin Raich        |
| 8.  | 22 stycznia     | 2008 | Schladming             | Slalom          | 1:43,49    | 3.      | +0,65  | Mario Matt            |
| 9.  | 9 lutego        | 2008 | Garmisch-Partenkirchen | Slalom          | 1:42,65    | 2.      | +0,65  | Reinfried Herbst      |
| 10. | 8 marca         | 2008 | Kranjska Gora          | Slalom gigant   | 2:24,46    | 2.      | +0,15  | Ted Ligety            |
| 11. | 9 marca         | 2008 | Kranjska Gora          | Slalom          | 1:42,29    | 1.      | –      | –                     |
| 12. | 1 lutego        | 2009 | Garmisch-Partenkirchen | Slalom          | 1:46,77    | 1.      | –      | –                     |
| 13. | 11 grudnia      | 2009 | Val d’Isère            | Superkombinacja | 2:09,26    | 3.      | +1,55  | Benjamin Raich        |
| 14. | 6 stycznia      | 2010 | Zagrzeb                | Slalom          | 1:50,23    | 2.      | +0,23  | Giuliano Razzoli      |
| 15. | 28 października | 2012 | Sölden                 | Slalom gigant   | 2:38,77    | 2.      | +2,75  | Ted Ligety            |
| 16. | 13 stycznia     | 2013 | Adelboden              | Slalom          | 1:52,37    | 3.      | +0,62  | Marcel Hirscher       |
| 17. | 6 stycznia      | 2014 | Bormio                 | Slalom          | 2:00,40    | 3.      | +0,65  | Felix Neureuther      |
| 18. | 13 listopada    | 2016 | Levi                   | Slalom          | 1:45,98    | 3.      | +1,31  | Marcel Hirscher       |
| 19. | 5 stycznia      | 2017 | Zagrzeb                | Slalom          | 2:00,03    | 1.      | –      | –                     |
| 20. | 8 stycznia      | 2017 | Adelboden              | Slalom          | 1:56,70    | 2.      | +1,83  | Henrik Kristoffersen  |